# Haptista
A Haptista a Centroplasthelida és a Haptophyta által alkotott klád a Diaphoretickesben. Filogenomikai tanulmányok szerint a Haptista az Ancoracysta twista fajjal együtt a Sar+Telonemia szupercsoport testvérkládját alkotja, de a Cryptista+Archaeplastida testvércsoportjának is tekintették. Így a Diaphoretickes egyik legkorábban elkülönült ága. Később kiderült, hogy a Haptista a Tsar vagy a Sar testvérkládja, és e két csoport együtt alkothatja az A. twistát tartalmazó Provora testvérkládját.

## Filogenomika
A Haptista a Cryptistához és a Sarhoz hasonlóan rendelkezik elsősorban a mitokondriumokra jellemző HCF101-paralóggal (mHCF101), és nincs bennük Ind1. A mitokondriális HCF101 annak plasztiszaikat másodlagosan vesztett (például csillósok és Cryptosporidium) vagy redukált nem fotoszintetikus plasztiszú élőlényekben (például Apicomplexa) való jelenlétét magyarázza.
A Haptista a sárgásmoszatokhoz hasonlóan N-terminális hélixből és C-terminális FHA-doménből álló survivint tartalmaz, míg a gombákéban és állatokéban 1 vagy 2 N-terminális BIR domént követ a C-terminális hélix.
A Haptophyta Stiller  et al. szerint egy sárgamoszat negyedleges endoszimbiózisából alakult ki a Myzozoához hasonlóan, míg Bodył  et al. szerint egy Cryptophyta-faj harmadlagos endoszimbiózisából alakult ki a sárgamoszatokhoz hasonlóan. Utóbbi szerint a Cryptophyta a plasztiszt az rpl36 transzferje előtt adta a sárgamoszatoknak, a Haptophytának pedig annak bakteriális homológra való cseréje után.
Nem rendelkeznek az ependiminnel rokon fehérjékkel.

## Taxonómia

### Belső
Cavalier-Smith, Chao és Lewis, valamint Ruggiero  et al. 2015-ös rendszertanai alapján:
- Subphylum Centroheliozoa Cushman et Jarvis 1929 sensu Durrschmidt et Patterson 1987 [Heliozoa Haeckel 1862 stat. n. Margulis 1974 em. Cavalier-Smith 2003]
  - Classis Centrohelea Kuhn 1926 stat. n. Cavalier-Smith 1993 [Centroplastiales; Centrohelina Hartmann 1913; Centroplasthelida Febvre-Chevalier 1984]
- Subphylum Haptophytina Cavalier-Smith 2015 (Haptophyta Hibberd 1976 sensu Ruggerio  et al. 2015)
  - Cladus Rappemonada Kim  et al. 2011
    - Classis Rappephyceae Cavalier-Smith 2015

  - Cladus Haptomonada (Margulis et Schwartz 1998) [Haptophyta Hibberd 1976 emend. Edvardsen et Eikrem 2000; Prymnesiophyta Green et Jordan, 1994; Prymnesiomonada; Prymnesiida Hibberd 1976; Haptophyceae Christensen 1962 ex Silva 1980; Haptomonadida; Patelliferea Cavalier-Smith 1993]
    - Classis Pavlovophyceae (Cavalier-Smith 1986) Green et Medlin 2000
    - Classis Prymnesiophyceae Christensen 1962 emend. Cavalier-Smith 1996 [Haptophyceae s.s.; Prymnesiophycidae Cavalier-Smith 1986; Coccolithophyceae Casper 1972 ex Rothmaler 1951]

Adl  et al. 2019-es rendszertana megtartotta a Haptistát törzsként, a Haptophytát és a Centroplasthelidát közvetlenül alá sorolta.
2022-es és 2024-es tanulmányok szerint a Telonemia a Haptista tagja vagy testvércsoportja lehet.

### Külső
A Haptista lehetséges testvértaxonja az Ancoracysta twista volt. A leggyorsabban fejlődő helyek kihagyásakor Straessert  et al. a Haptista helyzetváltozását figyelte meg – az összes helyet figyelembe véve a Cryptista és az Archaeplastida együttesének, 25 000 helyet kihagyva a Tsar testvértaxonja, 35 000-et kihagyva viszont az eredeti kapcsolat áll helyre, de statisztikai szignifikancia nélkül. Az A. twista 25 000 hely kihagyásakor a Haptista testvértaxonjaként szerepel. Későbbi kutatások szerint azonban az A. twista a Provora faja, mely a Haptistát és a Tsart tartalmazó klád testvércsoportja lehet.
Okamoto  et al. 2009-es tanulmánya szerint a Hacrobia tagja volt, azonban vitatott volt, hogy e csoport monofiletikus-e, és idővel kiderült, hogy nem az, így Adl  et al. 2019-es rendszertana se használta.

## Jelentőség
Az óceánok trópusi és meleg mérsékelt övi részeivel szemben a sarki óceánokban a termelés nagyját fotoszintetikus mikrobák, például a diatómák, a Haptophyta, a Chlorophyta, a Prasinodermophyta és megfelelő baktériumaik adják. Utóbbiak nagyja a fitoplanktonsejtet körülvevő, szerves anyagban gazdag és a növényi rizoszférának megfelelő fikoszféra része. Tehát a fitoplankton által termelt szerves anyagot a prokarióták szubsztrátként használják.
Az Antarktisz közelében nyáron a fitoplankton-virágzás nagyrészt diatómákból és Cryptophytából áll, de jelen vannak még a Phaeocystis és más ostorosok, de ezek fajai nehezen azonosíthatók. Partközelben a Pyramimonas és páncélos ostorosok is virágoznak. Itt a Haptista tagjai közt csak a Haptophyta van jelen. A legnagyobb mennyiségben a Haptistából a 16SASV68 és a 16SASV151 voltak jelen, melyek a Phaeocystis antarctica és Chrysochromulina parva fajoknak felelnek meg. A hőmérséklettel és a nappalhosszal negatív korrelációt mutatnak ezek relatív gyakoriságai.
A Hamilton  et al. 2021-es tanulmányában szereplő egyes kleptoplasztikus antarktiszi diatómák számára a P. antarctica plasztiszforrás, továbbá a Haptophyta és a Dictyochophyceae ragadozó fotoszintetikus mixotrófokat tartalmaznak. Ez megváltoztatja a tisztán fotoszintetikus taxonokhoz képest a környezeti feltételeket és kiválasztó folyamatokat.

## Fordítás
Ez a szócikk részben vagy egészben  a   Haptista című angol Wikipédia-szócikk ezen változatának fordításán alapul.  Az eredeti cikk szerkesztőit annak laptörténete sorolja fel. Ez a jelzés csupán a megfogalmazás eredetét és a szerzői jogokat jelzi, nem szolgál a cikkben szereplő információk forrásmegjelöléseként.